# 크리스 미들턴
제임스 크리스천 "크리스" 미들턴(영어: James Khristian "Khris" Middleton, 1991년 8월 12일~)은 미국의 농구 선수로 포지션은 스윙맨이다. 현재 전미 농구 협회(NBA)의 밀워키 벅스 소속으로 뛰고 있으며 2012년 NBA 드래프트 2라운드에서 전체 39위로 디트로이트 피스턴스에게 지명되었다. 디트로이트 소속 시절을 대부분 D리그에서 보냈으며 2013년에 밀워키 벅스로 이적했다. 밀워키 벅스로 이적 후 팀의 주요 선수로 성장했으며 2021년 NBA 우승을 차지했다. 또한 2019년과, 2020년, 2022년에 NBA 올스타로 선정되었다.
국제 대회에 미국 대표팀 선수로 활약하여 도쿄에서 열린 2020년 하계 올림픽에서 금메달을 획득했다.